# Plok
Plok är ett SNES-spel utvecklat av Software Creations och utgivet av Tradewest Games 1993  i Nordamerika, och senare av Nintendo i Europa  och Activision i Japan.
Spelet är ett plattformsspel, och huvudfiguren  Plok anfaller genom att kasta iväg sina armar och ben.

### Fotnoter
1. ↑  ”Plok” (på svenska). Nintendomagasinet (Kungsbacka: Atlantic) (10-11 1993):  sid. 19. november-december 1993. Läst 30 april 2014.